# Phygadeuon slossonae
Phygadeuon slossonae là một loài tò vò trong họ Ichneumonidae.